# Медресе Ибрагим Охунда
Медресе Ибрагим Охунда (Иброхим Охунд) (узб. Ibrohim Ohund madrasasi) — медресе в историческом центре Бухары (Узбекистан), воздвигнутое в 1858—1859 годах при узбекском правителе Насрулле (1827—1860) на средства мударриса главного столичного медресе Кукельдаш — Ибрагим Охунда. Расположено на улице «Мехтар Амбар» махалли «Кукалдош». Медресе двухэтажное и состоит из 38 худжр.
Архитектурный памятник входит в «Национальный перечень объектов недвижимости материального культурного наследия Узбекистана». В настоящее время является объектом туристического сервиса и показа, где расположен музей археологии «Варахша».
Государственная программа предусматривала капитальное восстановление и ремонт медресе в 2011 году.